# Okeover Arm Provincial Park
Der Okeover Arm Provincial Park ist ein rund 4 Hektar (ha) großer Provincial Park in der kanadischen Provinz British Columbia. Der Park gehört zu der Gruppe von nur rund 5 % der Provincial Parks in British Columbia die eine Fläche von 10 ha oder weniger haben.
Dokumentierte archäologische Fundstellen der Sliammon lassen eine traditionelle Nutzung erkennen und er wird weiterhin von First Nations entsprechend genutzt. Der Park hat eine historisch direkt Verbindung zu den verschiedenen kulturellen und archäologischen Stätten der First Nations im Desolation Sound.

## Anlage
Der Park im Norden der Sunshine Coast liegt auf der Malaspina-Halbinsel im qathet Regional District, am westlichen Ufer des Okeover Inlet, einem Seitenarm des Desolation Sound, etwa 30 km nordwestlich von Powell River bzw. 5 km westlich von Lund. Der Park wird von einer Straße Richtung Norden, zur Spitze der Halbinsel, durchquert wo sich der Malaspina Provincial Park befindet.
Bei dem Park, der im Jahr 1979 eingerichtet wurde, handelt es sich um ein Schutzgebiet der Kategorie II (Nationalpark).

## Tourismus
Neben einem Picknickbereich verfügt der Park über bis zu 14 Stellplätze für Wohnmobile und Zelte und hat eine, sehr einfach ausgestattete, Sanitäranlage. Besondere touristische Attraktionen bietet der Park nicht.